# Фандо, Роман Алексеевич
Рома́н Алексе́евич Фандо́ (род. 20 октября 1975) — российский историк науки и образования, доктор исторических наук, директор Института истории естествознания и техники им. С. И. Вавилова РАН (с 2021), глава Российского национального комитета по истории и философии науки и техники, главный редактор журнала «Вопросы истории естествознания и техники». Специалист в области истории биологии, университетского образования, историографии и истории естественных наук.

## Биография
Родился 20 октября 1975 года.
В 2002 году защитил в ИИЕТ РАН диссертацию на соискание учёной степени кандидата биологических наук по теме «Развитие генетики в СССР (1930—1940-е гг.)» (специальность 07.00.10 — история науки и техники).
В 2003 году начал работать в ИИЕТ РАН, прошёл путь от научного сотрудника центра истории социокультурных проблем науки и техники до директора:
- c 2015 года — заместитель директора по научной работе
- с 2021 года — директор ИИЕТ РАН.

В 2020 году защитил диссертацию в Российском государственном гуманитарном университета на соискание степени доктора исторических наук по теме: «Научная и образовательная деятельность народных университетов России в условиях социально-политических изменений начала XX века» (специальность 07.00.02 — Отечественная история).
Главный редактор журнала «Вопросы истории естествознания и техники» (c 2021 года). Главный редактор «Журнала Российского национального комитета по истории и философии науки и техники» (с 2023 года). Заместитель главного редактора журнала «Историко-биологические исследования» (c 2016 года). Заместитель главного редактора журнала «История и педагогика естествознания» (с 2022 года). Член редакционных советов журналов: «Библиотековедение», «Сельскохозяйственные машины и технологии», «Наука и технологии трубопроводного транспорта нефти и нефтепродуктов», «History of science and science of science» (Азербайджан).

## Награды, премии и звания
- 2003 — Почётный работник общего образования Российской Федерации[3]
- 2022 — Почётный работник науки и высоких технологий Российской Федерации.

Лауреат грантов:
- Президента РФ (2004, 2005)
- Фонда содействия отечественной науке «Выдающиеся ученые. Кандидаты и доктора наук РАН» (2006,2007)
- Москвы в области наук и технологий (2001, 2006).

## Научные общества и комитеты
- Российский национальный комитет по истории и философии науки и техники — председатель.
- [уточнить]

## Основные публикации
- Формирование научных школ в отечественной генетике в 1930—1940 гг. / Р. А. Фандо. — Москва : Изд. дом И. И. Шумиловой, 2005 (ПИК ВИНИТИ). — 147, [1] с. : табл.; 20 см. ISBN 5-89784-086-5
- Становление отечественной генетики человека на перекрестке науки и политики : монография / Р. А. Фандо ; Российская акад. наук, Ин-т истории естествознания и техники им. С. И. Вавилова. — Москва : МАКС Пресс, 2013. — 269 с., [4] л. ил., портр.; 22 см; ISBN 978-5-317-04583-8
- Прошлое науки будущего: история евгеники в России. Полтава, 2014. ISBN 978-966-182-275-6
- Университет им. А. Л. Шанявского на фоне смены эпох / [Фандо Р. А.] ; Российская академия наук, Институт истории естествознания и техники им. С. И. Вавилова. — Москва : Акварель, 2018. — 323 с. : ил., портр., табл., факс., цв. ил.; 25 см; ISBN 978-5-904787-70-7 : 300 экз.
- Исторические этапы и основные направления российской генетики человека первой половины XX века / Фандо Р. А. — Москва : Янус-К, 2020. — 351 с.; 22 см; ISBN 978-5-8037080-2-5 : 500 экз.
- Народные университеты Российской Империи: от популяризации к организации науки / Р. А. Фандо ; Российская академия наук, Институт естествознания и техники им. С. И. Вавилова. — Москва : Янус-К, 2020. — 343, XVI с. : ил., портр., цв. ил.; 22 см; ISBN 978-5-8037-0796-7 : 500 экз.
- В поисках лекарства от старости: советские медико-биологические проекты 20-50-х годов / [Р. А. Фандо, И. В. Созинов] ; Российская академия наук, Институт истории естествознания и техники имени С. И. Вавилова. — Москва : Янус-К, 2022 (Москва). — 226 с. : ил., портр.; 23 см; ISBN 978-5-8037-0886-5 : 300 экз.
- Советско-французские научные связи (1920—1930-е гг.) / Фандо Р. А. — Москва : Янус-К, 2023. — 226 с. ISBN 978-5-8037-0879-7 : 300 экз.
- Die Anfänge der Eugenik in Russland: Kognitive und soziokulturelle Aspekte. Berlin, 2014. ISBN 978-3-8325-3738-8
- Ервiн Чаргафф (1905—2002). Киев, 2017 (совм. с О. Я. Пилипчуком). ISBN 978-617-7397-47-1